# 衝撃発熱物質
衝撃熱応物質（しょうげきはつねつぶっしつ、Ballotechnics）とは、化学の世界で、極端な圧力をかけたときに化学反応を起こす物質のことを指す。この圧力は数万気圧のオーダーであり、化学反応は物質に伝わる衝撃波によって引き起こされる。反応は体積の変化をほとんど伴わずに進行するため、「爆発的」ではなく、エネルギーは仕事ではなく熱として放出される。

## 研究
衝撃熱応物質に関する研究の殆どはサンディア国立研究所で行われているが、担当者は核兵器の研究ではなく、主に化学やシミュレーションの研究を実施している。また、ジョージア工科大学でも研究が行われている。